# Johannes Ertl
Johannes „Johnny“ Ertl (* 13. November 1982 in Graz) ist ein ehemaliger österreichischer Fußballspieler. Er analysiert auf Puls 4, Puls 24 und CANAL+ Live-Übertragungen internationaler Fußballspiele.

## Sportliche Laufbahn
Ertl begann seine professionale Karriere beim SK Sturm Graz. Von dort wechselte er zum SC Kalsdorf, wurde nach guten Leistungen aber nach einem Jahr zu Sturm zurückgeholt und vorerst wiederum bei den Amateuren in der Regionalliga Mitte eingesetzt. Aufgrund seiner Leistungen und vor allem durch sein gutes Zweikampfverhalten erspielte er sich einen Platz in der Kampfmannschaft der Grazer und feierte 2003 sein Debüt in der Bundesliga.
Am 31. August 2006 wechselte er von seinem Stammklub SK Sturm Graz zu FK Austria Wien, wo er einen Vertrag bis Sommer 2008 unterschrieb. Sein erstes Bundesligator schoss Johannes Ertl am 1. Oktober 2006 beim Spiel GAK gegen Austria Wien in der UPC-Arena in Graz.
2007 wurde er mit Austria Wien österreichischer Cup-Sieger.
Am 3. Juli 2008 unterschrieb er einen Zweijahresvertrag beim englischen Zweitligisten Crystal Palace. Im Juni 2010 unterzeichnete Ertl einen auf zwei Jahre befristeten Vertrag bei Sheffield United, nachdem er bei Crystal Palace keine Vertragsverlängerung erhalten hatte. Nachdem er sofort den Sprung in die Stammelf geschafft hatte, erlitt er im März 2011 einen Kreuzbandriss und fiel für den Rest der Saison aus. Am Ende der Spielzeit stieg Sheffield United in die Football League One (3. Liga) ab.
Nach einem Jahr in Sheffield wechselte Johnny Ertl vor der Saison 2011/12 zum FC Portsmouth, der zu dieser Zeit noch in der Football League Championship (2. Liga) spielte. Da der Klub in schweren finanziellen Schwierigkeiten steckte, wurden ihm während der Saison zehn Punkte abgezogen. Portsmouth beendete die Saison abgeschlagen an der letzten Stelle der Tabelle und stieg ab. Nach der Saison verließ beinahe der gesamte Profikader den Verein, Ertl aber beschloss zu bleiben. Obwohl Portsmouth aufgrund der großen Probleme im Verein auch im nächsten Spieljahr sofort wieder abstieg – diesmal von der Football League One in die viertklassige Football League Two – wurde Ertl aufgrund seiner Loyalität während dieser Zeit zu einem absoluten Fan-Liebling.
2013 wurde der FC Portsmouth von den Fans übernommen und konnte sich von diesem Zeitpunkt an nicht nur finanziell, sondern auch sportlich konsolidieren. Ertl spielte als Kapitän der Mannschaft noch bis zum Ende der Saison 2014/2015 in der Football League Two. 

## Nationalmannschaft
Im Mai 2006 erhielt Ertl von Teamchef Hickersberger seine erste Einberufung für das freundschaftliche Länderspiel gegen Kroatien. Zu seinem Debüt in der Nationalmannschaft kam er am 16. August 2006, als er bei der 1:2-Niederlage Österreichs gegen Ungarn in der 87. Spielminute als Wechselspieler für Paul Scharner ins Spiel gebracht wurde.
Insgesamt spielte Ertl sieben Mal im A-Nationalteam. Alle Einsätze waren während der Vorbereitungszeit auf die Europameisterschaft 2008, die in Österreich und der Schweiz ausgetragen wurde. Ertl wurde dann aber nicht in den Kader für die Heim-EURO einberufen.

## Nach der aktiven Karriere
Johannes Ertl verfolgte schon während seiner aktiven Fußballerkarriere eine universitäre Ausbildung. Er ist Master of Business Administration und schloss in England eine Ausbildung zur Unternehmensführung im Fußball- und Privatsektor ab. Im Sommer 2015 wurde er vom Pompey Supporters' Trust, einer Fan-Vereinigung, die den FC Portsmouth führt, in den Vorstand des Klubs gewählt. Seit seiner Rückkehr aus dem Ausland arbeitet Johnny Ertl als TV-Experte auf Puls 4, Puls 24 und CANAL+. Er analysiert die UEFA Champions League, die UEFA Europa League, die UEFA Europa Conference League, die UEFA-Euro-2024-Qualifikation und die Deutschen Bundesliga im Free-TV. 
Von 2016 bis 2022 war Ertl unter anderem externer Projektleiter und Sportdirektor des urbanen Fußballevents, „Red Bull Neymar Jr’s Five“, welches in mehr als 40 Ländern auf der Welt veranstaltet wurde. Diese Tätigkeit umfasst den Bereich Sportmarketing, wo er zusammen mit seinem Team eng mit dem brasilianischen Fußball Superstar Neymar Jr zusammenarbeitete.
Ertl engagiert sich sehr für Nachhaltigkeit und bewirtschaftet zusammen mit seiner Familie den heimischen Forstbetrieb.